# 傅晏
傅晏（?—?），汉朝政治人物。汉哀帝祖母傅太后的叔叔傅中叔之子。汉哀帝开始以傅晏伯父傅子孟的儿子傅喜为大司马，他被封为孔乡侯。傅晏的女儿为皇后。前2年，为大司马、卫将军。前1年，傅晏因乱妻妾之位，免职，迁徙到合浦郡。 